# Sebastiano Bacchini
Sebastiano Bacchini (Modena, 16 marzo 1915 – Son San Juan, 29 settembre 1937) è stato un militare e aviatore italiano, decorato con la medaglia d'oro al valor militare alla memoria nel corso della guerra civile spagnola.

## Biografia
Nacque a Modena il 16 marzo 1915. Frequentava l'università Cà Foscari di Venezia, ed era membro del GUF, quando decise di arruolarsi nella Regia Aeronautica in qualità di allievo ufficiale pilota di complemento nel maggio 1936, e conseguì il brevetto di pilota militare su apparecchio Caproni Ca.7 terrestre nel dicembre dello stesso anno. Nominato sottotenente di complemento a.a.r.n., nel gennaio 1937 fu destinato al 31º Stormo Bombardamento Terrestre. Inviato a combattere nella guerra di Spagna, dapprima volò sugli idrovolanti da ricognizione, e poi chiese, ed ottenne, il passaggio alla specialità bombardamento.  Perì a Son San Juan, nei pressi di Palma di Maiorca, il 29 settembre 1937, quando il suo velivolo si schiantò in fase di decollo. Con Regio Decreto del 13 settembre 1938 fu decorato con la medaglia d'oro al valor militare alla memoria.

### Fonti
1. 1 2 3 4 5  Combattenti Liberazione.
2. 1 2  Gruppo Medaglie d'Oro al Valor Militare 1965, p. 262.
3. 1 2  Ufficio Storico dell'Aeronautica Militare 1969, p. 66.
4. ↑  Annuario 1937-1938, p. 32.
5. ↑  Medaglie d'oro al valor militare sul sito della Presidenza della Repubblica